# Boogie with Canned Heat
Boogie with Canned Heat ist das zweite Album der US-amerikanischen Bluesgruppe Canned Heat und erschien Anfang 1968.

## Geschichte des Albums
Das Album ist in zweifacher Hinsicht bedeutsam für die Geschichte von Canned Heat. Zum einen hat die Band hier ihren eigenen Stil gefunden, nachdem das erste Album vorwiegend aus Coverversionen und Bluesstandards bestanden hat. Zum anderen markiert das Album den Eintritt des mexikanischen Schlagzeugers Fito de la Parra, dem Mitglied der Gruppe, das von der damaligen Besetzung überlebt hat und bis heute die Band leitet.
Zwei Stücke des Albums, Evil Woman und Turpentine Moan, wurden in einer früheren Aufnahmesitzung noch mit dem ursprünglichen Schlagzeuger Frank Cook eingespielt; die Schlagzeugspuren wurden später vom neuen Schlagzeuger Fito im Overdubbing-Verfahren überspielt. Durch Übersprechen zwischen den einzelnen Tonspuren sind bei genauem Hinhören in diesen Stücken zwei Schlagzeuge zu hören.
On the Road Again ist das bekannteste Stück des Albums und wurde drei Monate später – verkürzt – als Single veröffentlicht. Es geht auf einen traditionellen Mississippi/Alabama-Blues von St. Louis Jimmy Oden zurück, ursprünglich von Floyd Jones mit einem Arrangement im John-Lee-Hooker-Stil aufgenommen. Das Stück basiert auf einem viertaktigen Ostinato-Bass in Viertelnoten auf dem Ton E, wobei die beiden letzten Viertelnoten nach G und A wechseln. Dadurch und durch den Einsatz einer sirrenden indischen Tanpura auf demselben Ton entsteht der für dieses Stück typische „hypnotische“ Effekt, unterstützt durch eine ebenfalls von Alan Wilson gespielte tremolierende Rhythmusgitarre und ein extensives Mundharmonika-Solo.
Amphetamine Annie ist einer der ersten Anti-Drogen-Songs, der die Geschichte einer Bekannten des Leadsängers Bob Hite erzählt.
Marie Laveau ist ein langsames Blues-Instrumentalstück über die legendäre Voodoo-Queen des 19. Jahrhunderts aus New Orleans.
Den Schluss des Albums bildet der elfminütige Fried Hockey Boogie im Stile von John Lee Hookers Boogie Chillen, bei dem die Bandmitglieder von Sänger Bob Hite mit eigenen längeren Soli vorgestellt werden. Dieses Stück sollte live noch bis zu 40 Minuten ausgedehnt werden – zu hören auf dem nächsten Album Living the Blues.

## Cover
Das Coverbild zeigt die fünf Musiker der Band als Gemälde von John Cline in „psychedelisch“ bunten Farben. Porträtiert wurde allerdings der alte Schlagzeuger Frank Cook, da das Bild vor dem Eintritt des neuen Schlagzeugers Fito de la Parra fertiggestellt wurde. Die Rückseite des Albums zeigt eine schwarz-weiße Collage aus Dosen und Flaschen, in denen die Porträts sowie Namen und Spitznamen der Musiker eingearbeitet wurden; außerdem die Titelliste und weitere Angaben zu den an der Produktion Beteiligten.

## Titelliste
Die Autoren sind wie auf dem Label angegeben.

### Seite 1
1. Evil Woman (Larry Weiss) – 2:55
2. My Crime (Canned Heat) – 3:56
3. On the Road Again (Jim Oden) – 4:55
4. World in a Jug (Robert Hite, Jr.) – 3:23
5. Turpentine Moan (Canned Heat) – 2:55
6. Whiskey Headed Woman No. 2 (Canned Heat) – 2:51

### Seite 2
1. Amphetamine Annie (Canned Heat) – 3:33
2. An Owl Song (Alan Wilson) – 2:41
3. Marie Laveau (Henry Vestine) – 5:10
4. Fried Hockey Boogie (Samuel L. Taylor) – 11:04

## Kritikerstimmen
„Der zweite Longplayer von Canned Heat, Boogie with Canned Heat (1968), fasst die echte Mischung aus verstärktem elektrischem Rhythm and Blues der späten 60er Jahre ziemlich gut zusammen, mit einem ausdrücklichen Schwerpunkt auf lockerem und geschmeidigem Boogie-Woogie.“

„Insgesamt ist Boogie With Canned Heat neben Future Blues wahrscheinlich das beste und beständigste Werk von Canned Heat. Sehr empfehlenswert für Fans von Blues und Psychedelic-Rock sowie für diejenigen, die leckere Rhythmen mit einem starken Vibe der späten 60er Jahre mögen.“

„„Boogie With Canned Heat“ dürfte das beste Album der Band sein. Sie wissen, was Sie mit jedem Titel erreichen werden, und Sie wissen, dass jeder einzelne mit großem Können gespielt wird.“